# Funiculaire de Bellevue
Ne doit pas être confondu avec Tramway funiculaire de Belleville.

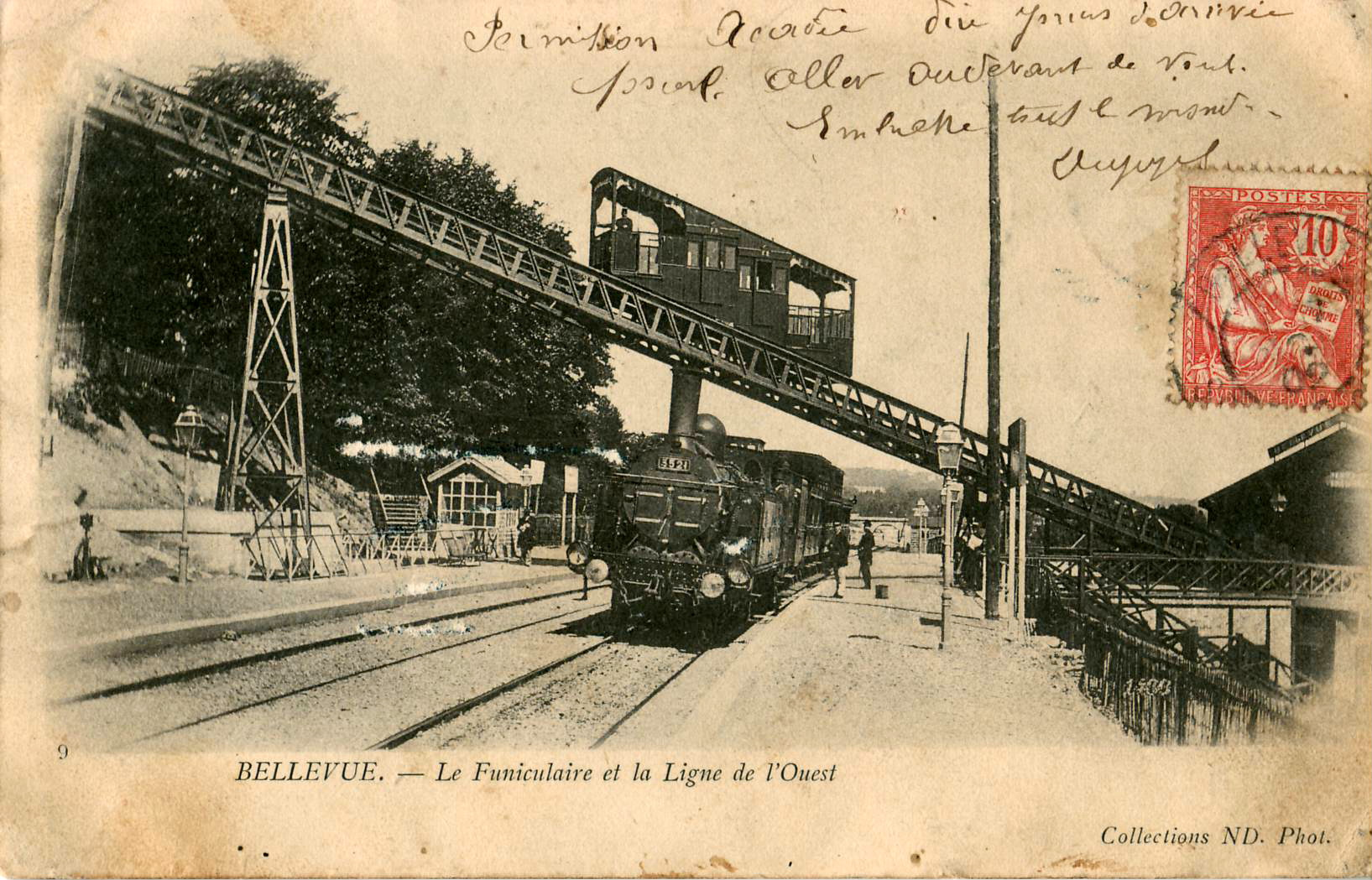
Le funiculaire et la gare de Bellevue-Funiculaire vers 1900. C'est aujourd'hui la station Brimborion sur la ligne.

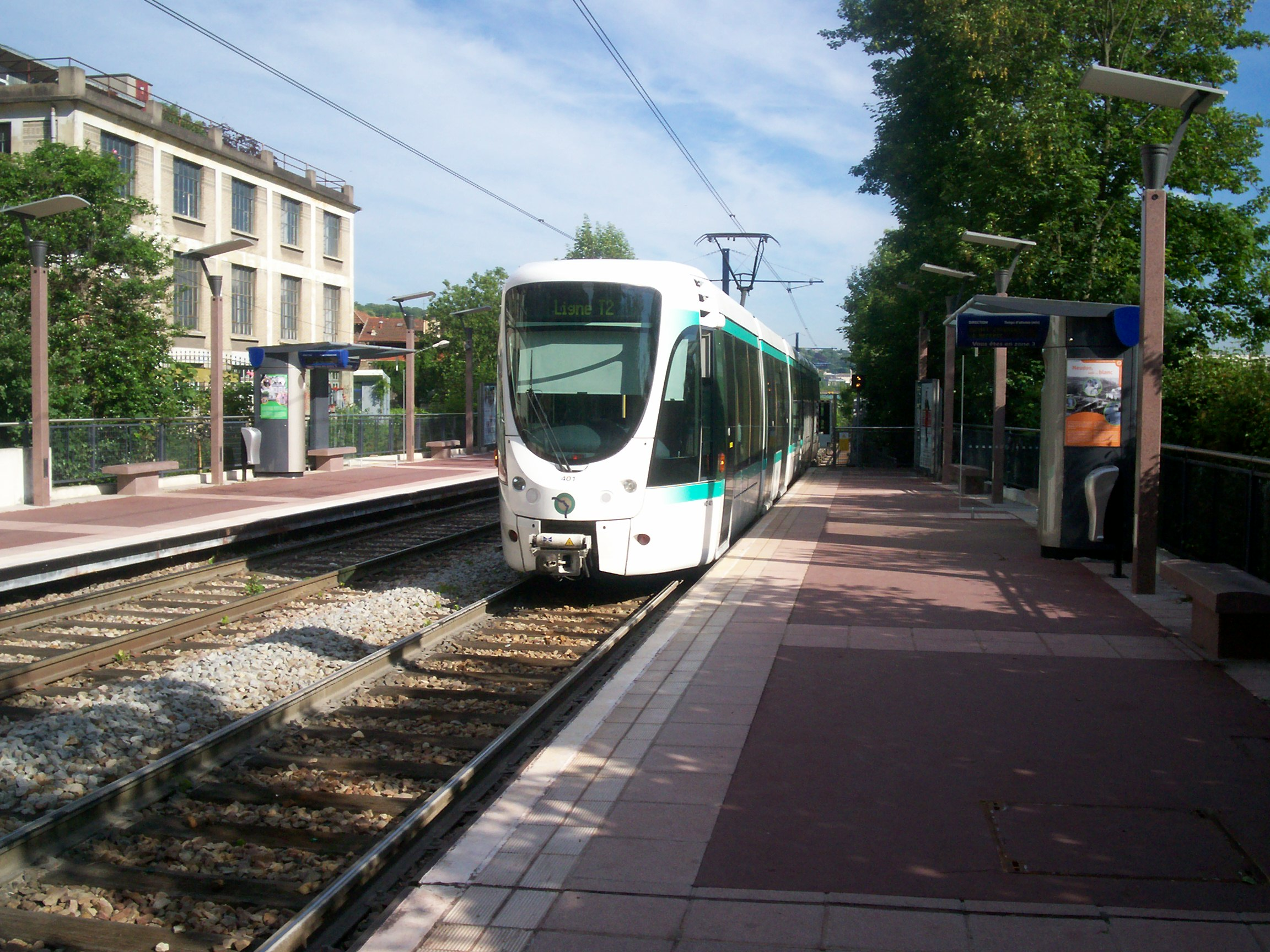
À titre de comparaison, la station Brimborion en 2006 sur la ligne.

Le funiculaire de Bellevue, situé à Meudon dans le département des Hauts-de-Seine, est un funiculaire aujourd'hui disparu qui reliait de 1893 à 1934 la gare de Bellevue-Funiculaire sur la ligne de Puteaux à Issy-Plaine (arrêt Brimborion de l'actuelle ligne 2 du tramway d'Île-de-France), à la gare de Bellevue, sur la ligne de Paris-Montparnasse à Versailles-Chantiers.

## Description

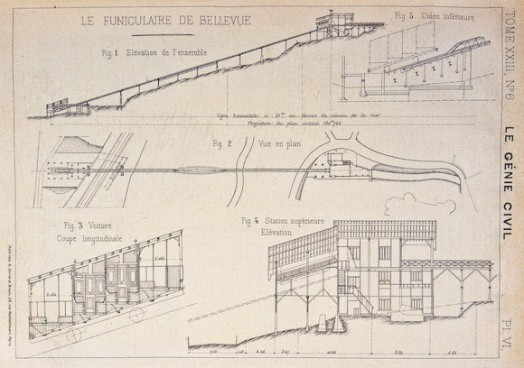
Plan du funiculaire et la gare de Bellevue-Funiculaire.

La ligne, conçue par les ingénieurs Guyenet, Madamet et Tinel, était à voie unique de 183 mètres de longueur, avec un dénivelé de 52,444 mètres.
Afin de permettre le croisement de la ligne des Coteaux, la station basse était surélevée de 3,5 m par rapport à la route de Vaugirard (Bas Meudon), obligeant ainsi les voyageurs à gravir un escalier d'accès, visible à gauche de la station.
Dotée d'une pente constante de 16°56' (soit 300 ‰), elle était entièrement supportée par un viaduc de douze travées métalliques reposant sur cinq piliers en treillis de cornières et deux culées en maçonnerie avec un soubassement en briques pleines, comportant un évitement aménagé au milieu du parcours. La voie était constituée de rails Vignole de 30 kg au mètre, posés sur des traverses à l'écartement de 1,40 mètre. Le freinage de secours se faisait sur une crémaillère.
La traction était assurée par deux machines à vapeur fixes de 54 CV, dont une seule était utilisée en trafic normal. Elles entraînaient, par des engrenages à chevrons, le tambour d'enroulement des câbles, d'un diamètre de 2,8 mètres, à la vitesse de 2 mètres par seconde, un câble s'enroulant, l'autre se déroulant, de manière à tracter une cabine chargée de 59 voyageurs, partiellement équilibrée par le poids de l'autre cabine qui redescendait. Le trajet durait de une minute et demi à deux minutes.
L'exploitation nécessitait la présence d'au moins quatre personnes : deux conducteurs (un sur chaque voiture), un mécanicien et un chauffeur à la machine.

## Histoire
En 1891, deux hommes d'affaires de Meudon, Paul Houette, conseiller municipal, et le financier Gabriel Thomas décident la construction d'un funiculaire afin de relier la Seine aux hauteurs de Meudon afin de drainer les promeneurs vers la forêt de Meudon.
La ligne qui relie deux gares ferroviaires et le quai des bateaux à vapeur sur le fleuve est ouverte en 1893. Au début de l'exploitation, la ligne fonctionne avec un départ toutes les cinq minutes de 7 h 30 à 19 h 30 en hiver, et de 6 h 30 à 22 h 45 en été. Les tarifs sont alors de 0,2 FF à la montée les dimanches et fêtes et 0,1 FF à la montée les autres jours ; le tarif de 0,1 FF s'applique tous les jours à la descente. Dans les vingt premiers mois d'exploitation, le trafic atteint 550 000 voyageurs.
Néanmoins, le déficit de la ligne durant la période hivernale est important ; le service est rapidement limité à la saison estivale, du 1er avril au mois de novembre. En 1895, le funiculaire transporte 266 662 passagers et 3 480 bicyclettes. Pourtant, le déficit atteint 2 047 FF et une subvention d'exploitation de 3 500 FF est demandée à la commune de Meudon mais le conseil municipal la rejette le 5 mai 1895.
Après une période d'inactivité de 1917 à Pâques 1922 résultant de la mobilisation du personnel lors de la Première Guerre mondiale, le funiculaire transporte 171 126 voyageurs en 1923. Mais le déficit chronique de la ligne entraîne la limitation du service aux dimanches en 1932. Avec seulement 23 293 voyageurs en 1934, la fermeture définitive de la ligne est finalement décidée en 1938. Après une période d'essais d'adhérence proportionnelle par roues horizontales serrant un rail central, l'infrastructure est totalement démontée après la Seconde Guerre mondiale.

## Projet
Depuis 2005, un projet de nouveau funiculaire de Bellevue est évoqué,. La RATP a effectué une étude de faisabilité concernant la création d’un transport en commun en site propre reliant deux quartiers meudonais : Meudon-sur-Seine (station du tramway T2) et Bellevue (gare de la ligne N du Transilien). Si l'objectif est bien de ressusciter le funiculaire du XIXe siècle, son tracé et la technologie mise en œuvre seront différents. Le nouveau lien fixe devrait gravir près de soixante mètres de dénivelé par un tracé en courbe, longeant la rue Henri-Savignac puis la route des Gardes. Le but est de permettre aux habitants des hauts de Meudon de pouvoir rejoindre plus facilement : 
- la zone d’emplois de Meudon-sur-Seine et les futures zones d’emploi de Boulogne-Billancourt, via le projet, abandonné depuis, de tramway Meudon - Boulogne - Saint-Cloud ;
- Paris et La Défense, via le tramway T2.

Ce projet demeure toutefois très incertain et, en 2016, rien de concret concernant son éventuelle construction ou encore son financement n'a été défini.

## Galerie de photos

Cartes postales anciennes du funiculaire
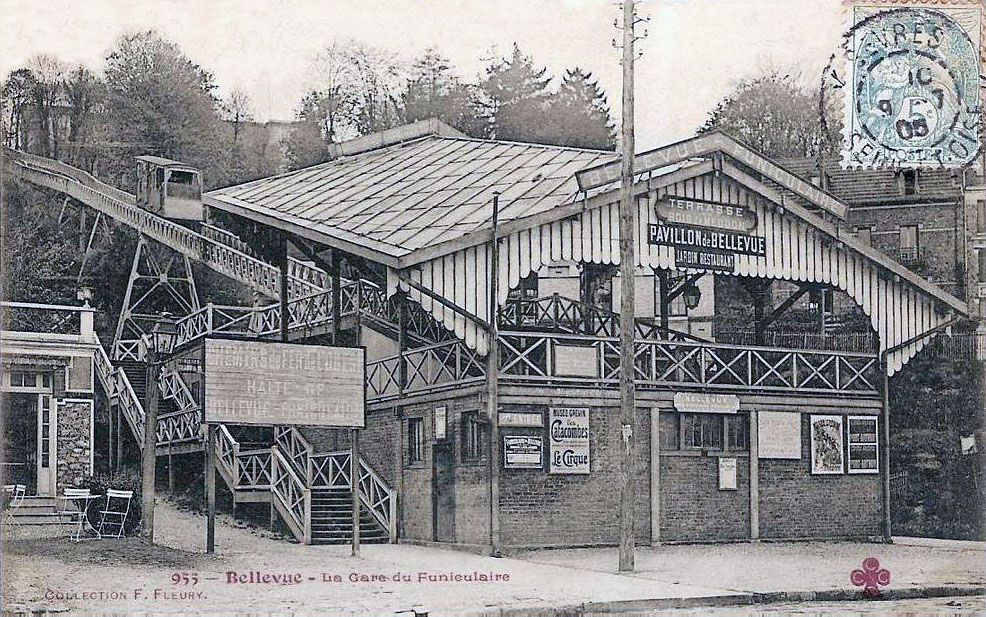
La gare basse du funiculaire. Le quai de départ était surélevé de 3,5 m, ce qui permettait au funiculaire de passer au-dessus de la ligne des Coteaux...
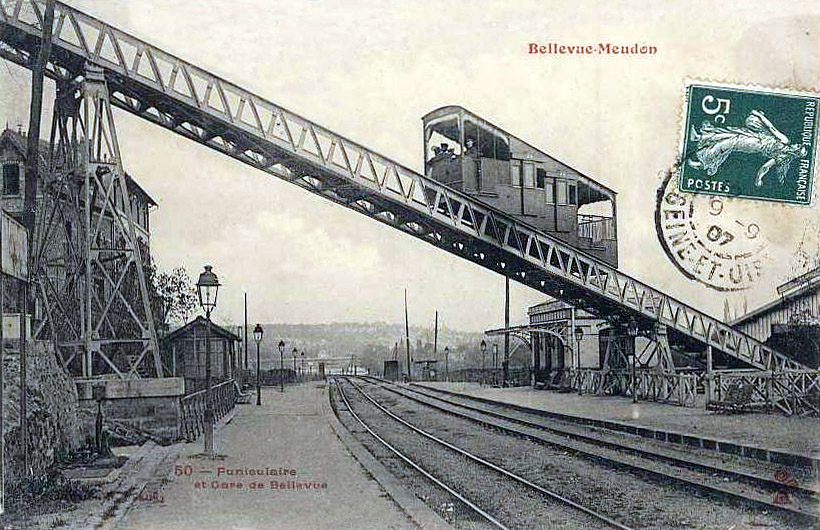
... ainsi qu'on le voit bien ici.
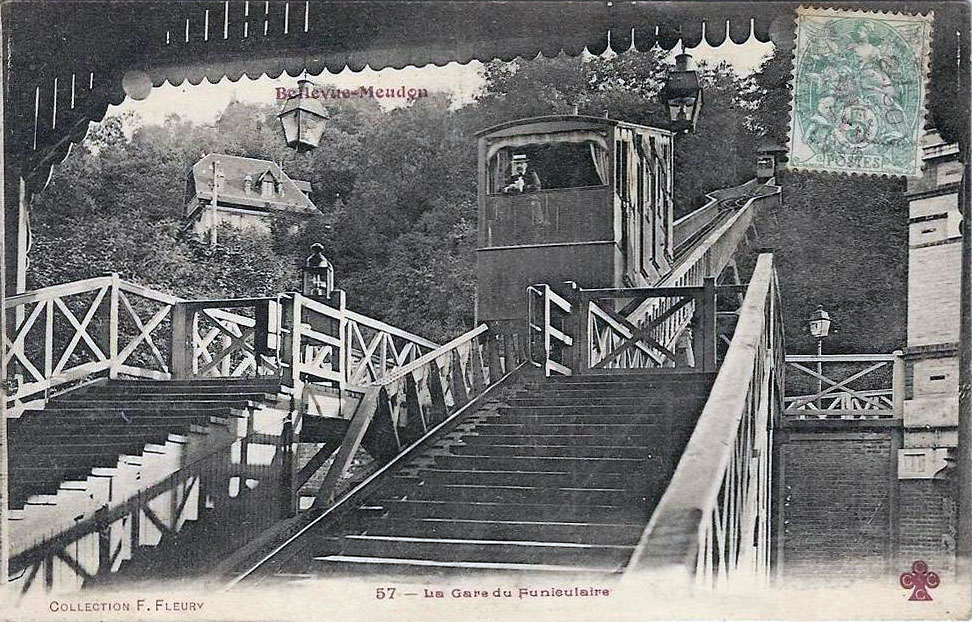
Intérieur de la gare du funiculaire.
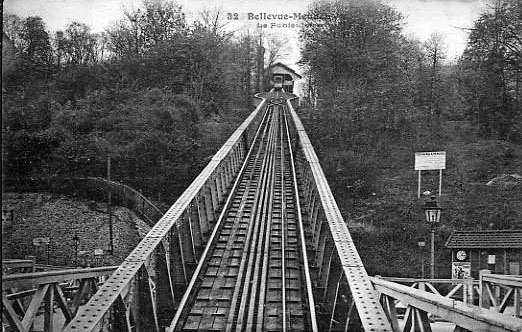
Voie du funiculaire. Les rails sont de type Vignole, c'est-à-dire ceux employés par les chemins de fer.
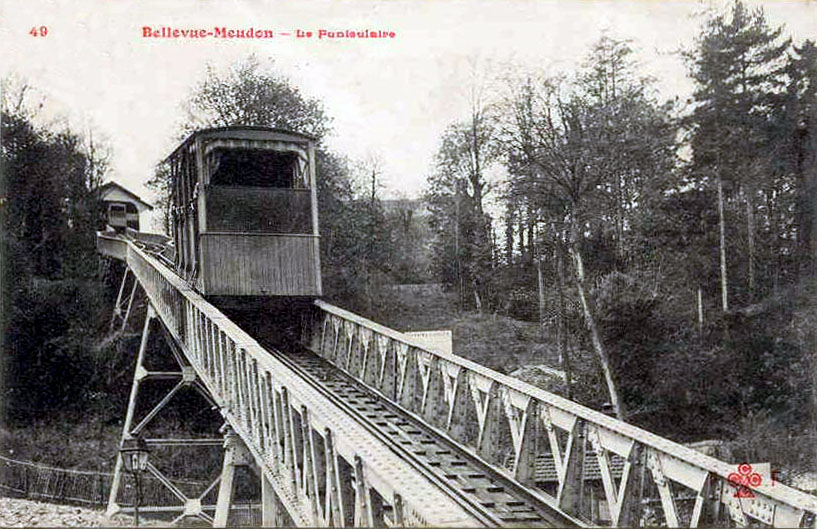
Cabine du funiculaire. Chacune des cabines pouvait transporter 52 ou 59 personnes, selon les sources.
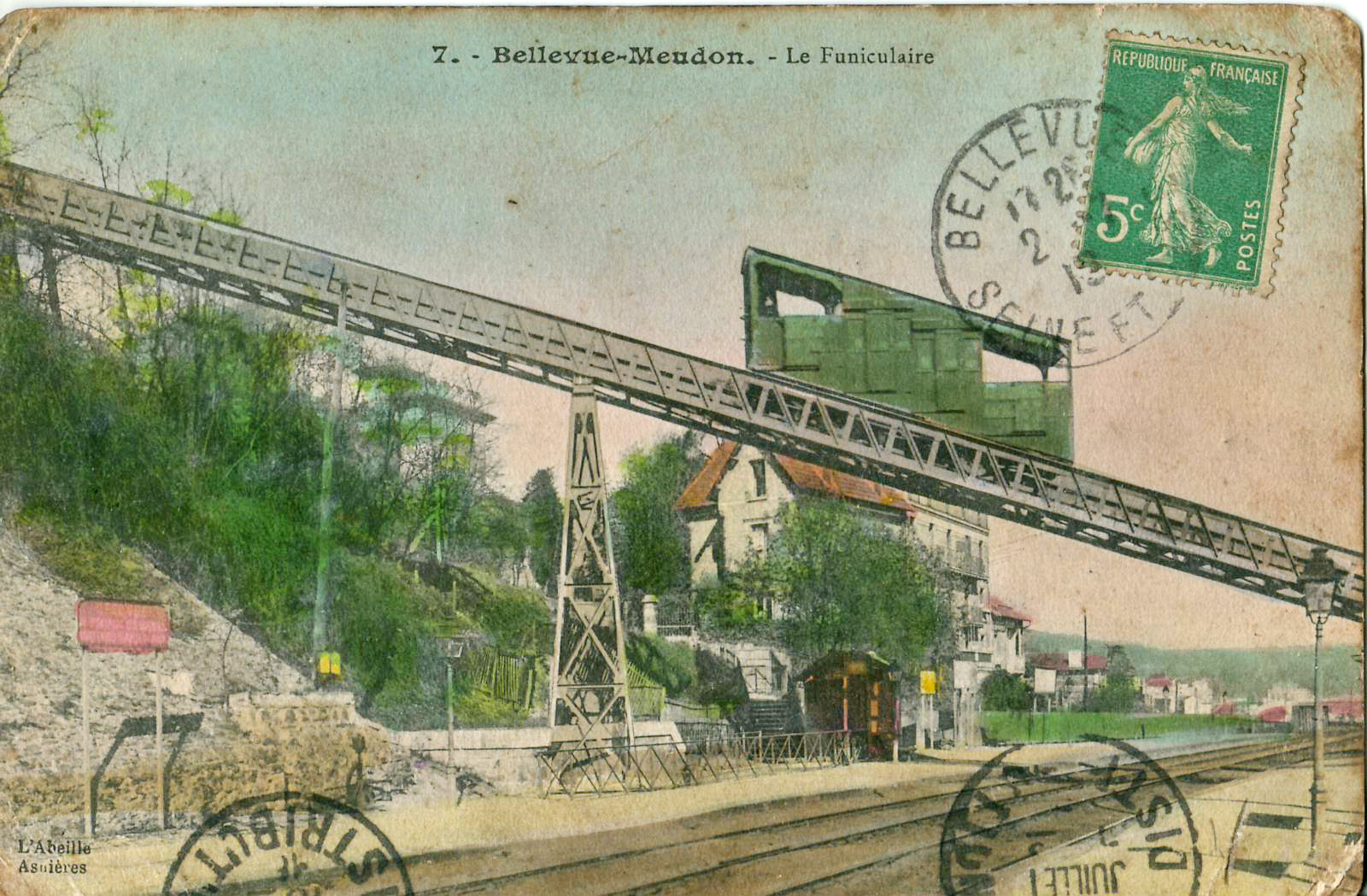
Le viaduc comportait douze travées, dont la plus longue, de 22 m, franchissait les voies ferrées de la ligne des Coteaux.
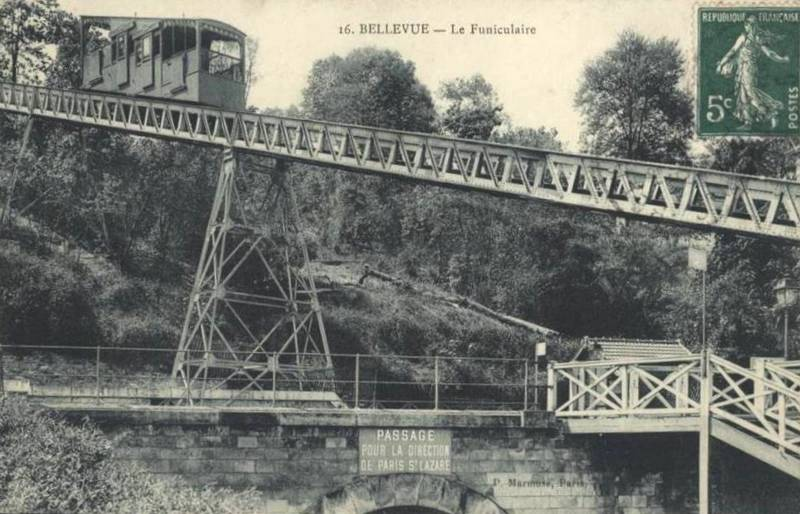
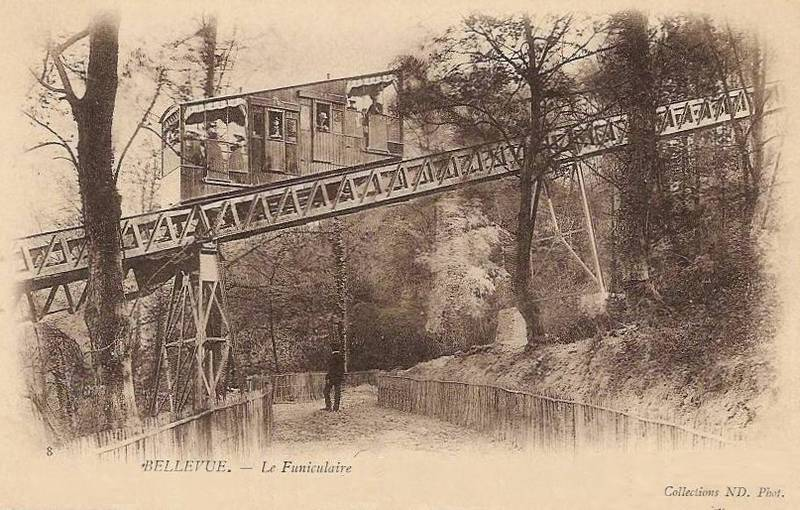
Chaque cabine pesait 8 tonnes à vide et était munie de caisses en bois à quatre compartiments, dont deux fermés au centre et deux ouverts aux extrémités.

Maquette du funiculaire au Musée des transports urbains, interurbains et ruraux
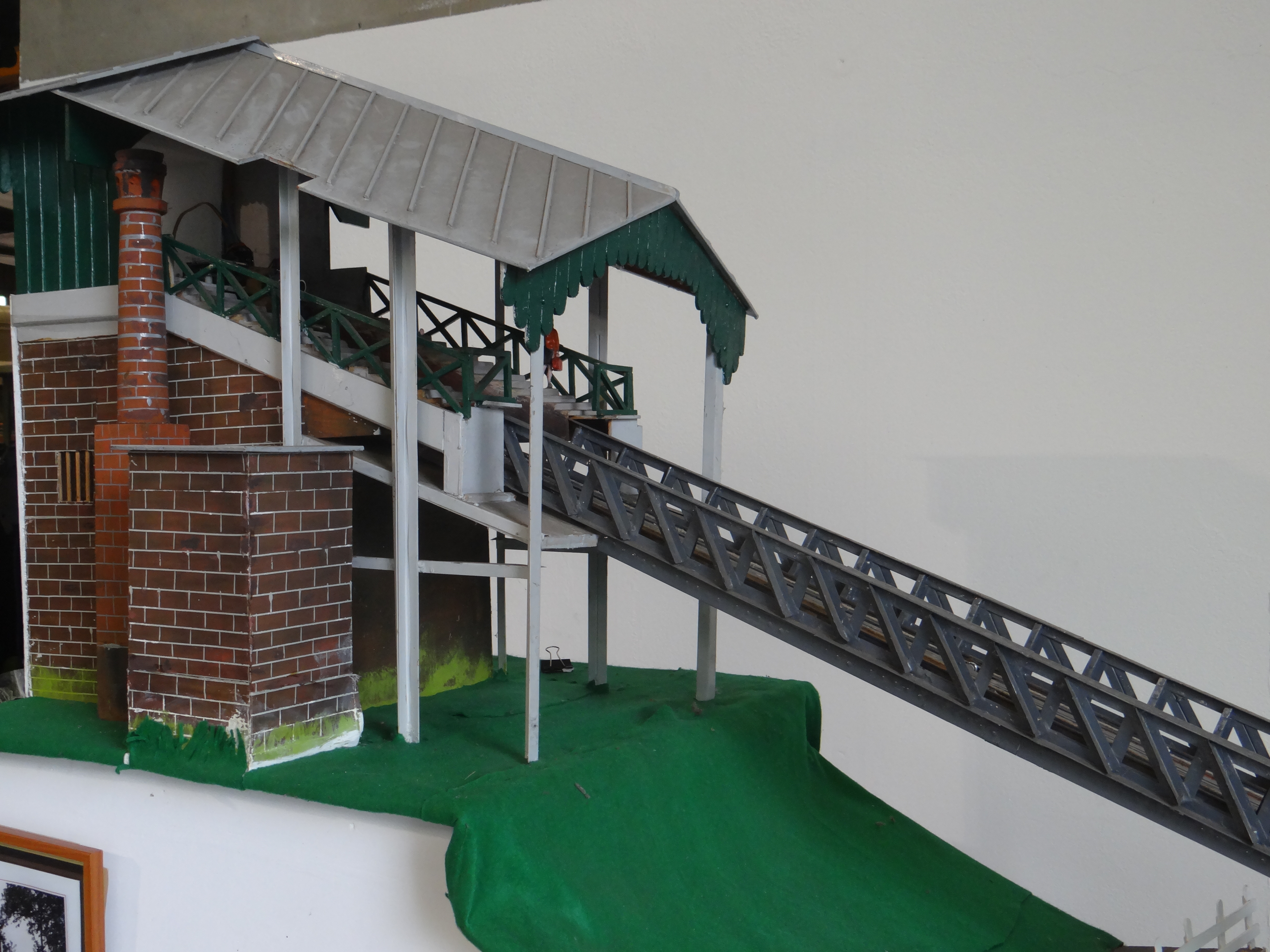
Gare haute.
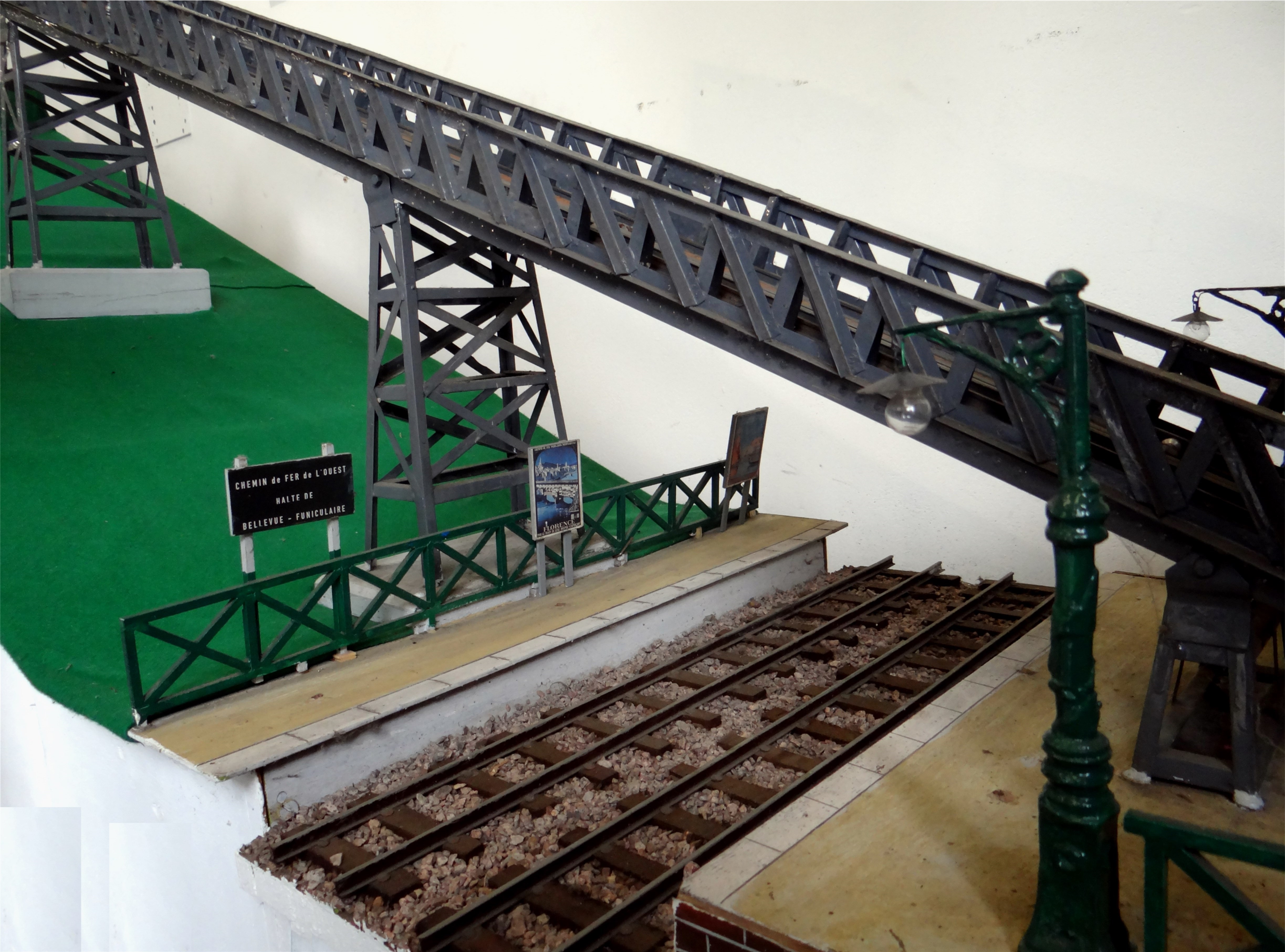
Passage au-dessus de la ligne des Coteaux.
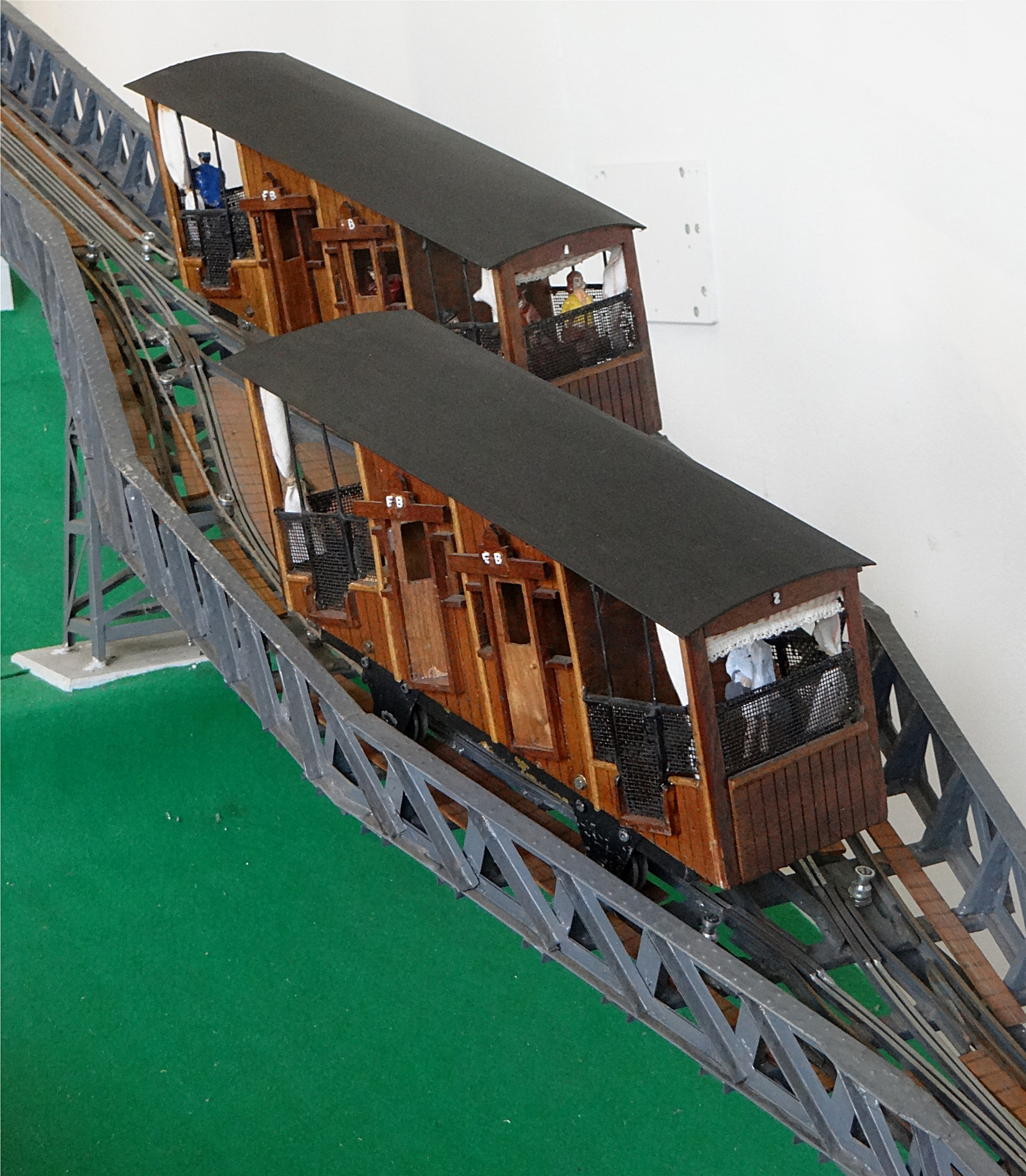
Croisement des cabines montante et descendante.

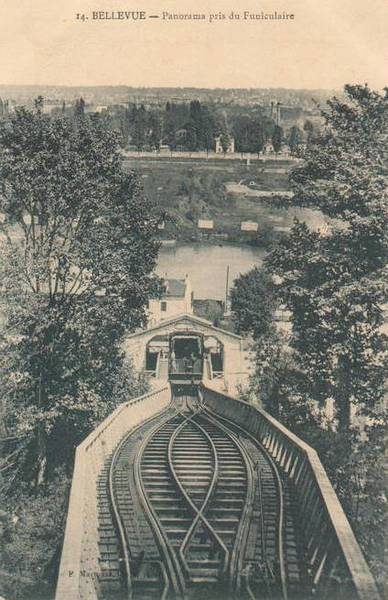
L'évitement central ; on distingue au centre des voies le câble d'acier d'un diamètre de 33 mm (soit 3.75 kg/m) qui assurait la traction des cabines.